# تپه تخت رستم
تپه تخت رستم مربوط به عصر آهن - دوره اشکانیان است و در شهرستان گلوگاه، بخش مرکزی، دهستان توسکا چشمه، شمال غرب روستای نصرت آباد واقع شده و این اثر در تاریخ ۲۶ اسفند ۱۳۸۶ با شمارهٔ ثبت ۲۲۰۰۴ به‌عنوان یکی از آثار ملی ایران به ثبت رسیده است.